# Études de communication
Pour un panorama des études de communication en France, voir Études de communication en France.
Pour les articles homonymes, voir EDC.
Études de communication (EDC) est une revue scientifique spécialisée dans les  sciences de l’information et de la communication.
Créé en 1982, le bulletin du CERTE (centre de recherche en techniques d'expression) émanent de chercheurs et d'enseignants qui veulent développer une réflexion interdisciplinaire sur les questions relatives à l'expression écrite et à son enseignement à l'université . En 1992, ce périodique prend le nom d’Études de communication.  
Études de communication accueille des travaux inscrits dans différents domaines, notamment : l’analyse des médias, de la médiation culturelle et des processus de médiation et de médiatisation des savoirs, les industries culturelles, de la formation et de l’information, la communication audiovisuelle, les communications organisationnelles, le processus d’innovation, l’information scientifique et technique, l’organisation des connaissances, l’analyse des dispositifs techniques dans l’accès à l’information et le traitement des connaissances, les métamorphoses du document, l’analyse des usages et des pratiques informationnelles. Chaque numéro propose un dossier thématique ainsi que des articles « hors thématique » (Varias) et des recensions d’ouvrages.
Études de communication est une revue dont les articles de plus de deux ans sont en accès libre sur le portail OpenEdition Journals. Cette visibilité numérique a généré un élargissement du lectorat la revue et une augmentation des recettes.
Cette revue a été reconnue par l'AERES (Agence d’évaluation de la recherche et de l’enseignement supérieur) ainsi que par le Conseil_national_des_universités.